# Caroline Masson
Caroline Masson, née le 14 mai 1989 à Gladbeck, est une joueuse professionnelle de golf allemande. Trois fois membre de l'équipe européenne de Solheim Cup, elle a remporté un tournoi sur le circuit européen et un sur le LPGA Tour. Athlète olympique à Rio en 2016, elle termine à la 21e place du tournoi olympique.

## Carrière

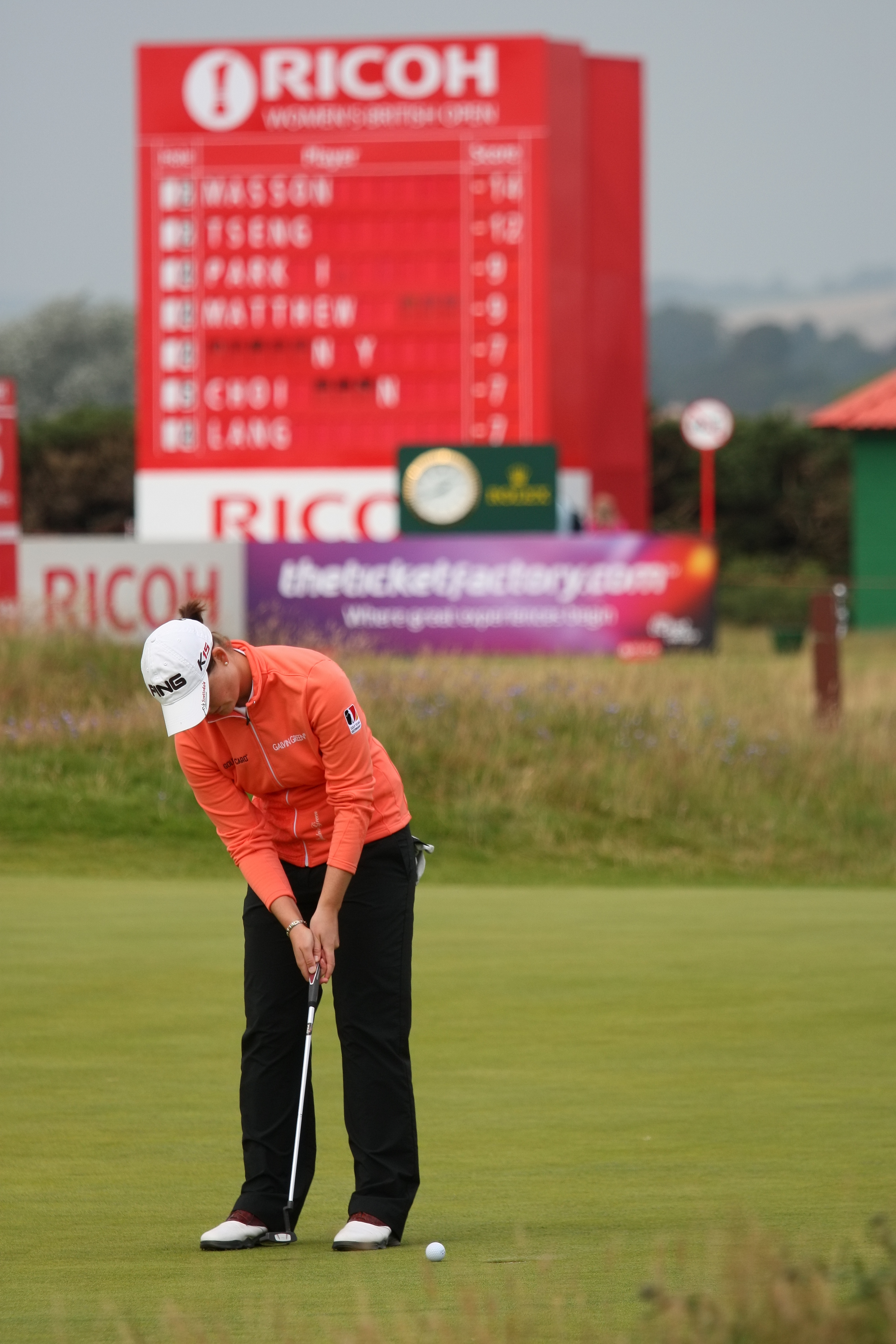
Au début du dernier tour de l'Open britannique 2011, Caroline Masson est en tête du classement.

Caroline Masson commence le golf à l'âge de 5 ans. Après s'être sérieusement entraînée à partir de ses 10 ans, elle intègre l'équipe nationale allemande dans son adolescence pour remporter deux Junior Solheim Cup en 2005 et 2007. Après avoir terminé ses études au lycée, elle obtient une bourse pour étudier une année à l'université d'État de l'Oklahoma aux États-Unis. Un an plus tard, elle décide de devenir professionnelle et termine la saison 2010, sa première sur le Ladies European Tour à la 26e place des gains. À la fin de la saison, elle remporte la Ladies' European Tour School qui se déroule en  Espagne. L'année suivante, elle joue de nouveau 16 tournois mais double ses revenus pour terminer à la 7e place du classement. Sa saison est marquée par une remarquable performance à l'Open britannique pour sa première participation sur le parcours de Carnoustie. Après trois tours, elle est en avance de deux coups sur toutes ses concurrentes,. Dès les premiers trous du dernier tour, Masson perd son avantage vis-à-vis de sa dauphine Yani Tseng avant de terminer finalement à la troisième place,.
En 2013, Caroline Masson joue toute la saison sur le LPGA Tour. La golfeuse allemande, supportrice du Schalke 04, s'installe à Orlando (Floride). Le golf reste un sport mineur peu suivi en Allemagne, l'organisation de la Solheim Cup 2015 en Allemagne est l'occasion pour la joueuse de se montrer et de promouvoir son sport.
En 2016, Masson remporte son premier tournoi sur le LPGA Tour lors du LPGA Manulife Classic.
En juin 2018, la golfeuse allemande termine deuxième derrière So Yeon Ryu sur le Blythefield Country Club lors du Meijer LPGA Classic.

## Résultats

### Tournois majeurs
| Tournoi            | 2010 | 2011 | 2012 | 2013 | 2014 | 2015 | 2016 | 2017 | 2018 |
| ------------------ | ---- | ---- | ---- | ---- | ---- | ---- | ---- | ---- | ---- |
| ANA Inspiration    |      |      | T49  | T13  | T11  | T57  | T6   | T56  | T9   |
| LPGA               |      |      |      | T54  | T28  | CUT  | 54   | CUT  | T34  |
| US Open            |      |      |      | T12  | T17  | For  | CUT  | CUT  | T57  |
| Open britannique   | CUT  | T5   | CUT  | CUT  | For  | CUT  | T25  | T3   | CUT  |
| Evian Championship |      |      |      | T37  | CUT  | CUT  | CUT  | 72   | T33  |

### Solheim Cup
| 2013  | 0 | 0 | 1 | 0 | 1 | 0 | 2 | 0 | 0 | 2 | 1 | 1 | 2,5 |
| 2015  | 0 | 0 | 1 | 0 | 0 | 0 | 0 | 1 | 1 | 0 | 1 | 2 | 0,5 |
| 2017  | 1 | 0 | 0 | 0 | 0 | 2 | 0 | 0 | 1 | 1 | 0 | 3 | 1   |
| Total | 1 | 0 | 2 | 0 | 1 | 2 | 2 | 1 | 2 | 3 | 2 | 6 | 4   |